# 太陽からプランチャ
『太陽からプランチャ』（たいようからプランチャ）は、女子プロレスを題材にした2014年公開の日本映画。

## 概要
窪田将治監督のオリジナル映画。女子プロレスと地下アイドルを題材とした青春ムービーとして制作されている。テレビのバラエティー番組『筋肉美女-Muscle Venus-』との連動企画として製作された「スリーカウント」（2009年公開）以来、アイスリボンとしては3作目（2011年公開「CRAZY-ISM クレイジズム」はアイスリボン道場が舞台の作品）。

## キャスト
- 石原竜太 - 相馬圭祐
- 山口智明 - 倉貫匡弘
- 前山忠弘 - 馬場良馬
- 石川晴菜 - 志田光
- 須崎彩加 - 藤本つかさ
- 今井希未 - 世羅りさ
- 荒山麻美 - 山口ルツコ
- 235
- 有田萌花 - Sareee
- 桜田琴美 - 立花あんな・アリス十番
- 山本ゆみ - 早瀬愛夢・アリス十番
- 高橋真冬 - 渡辺まあり・アリス十番
- 草野康太

## スタッフ
- 監督・脚本・編集：窪田将治
- エグゼクティブプロデューサー：佐藤肇・佐伯寛之
- プロデューサー：三上靖史
- 撮影監督：道川昭如
- 録音：田邊茂男
- ヘアメイク：藤川美紗
- 音楽：與語一平
- 製作：FAITHentertainment・ネオプラス・サモアール
- 企画：FAITHentertainment
- 配給：FAITHentertainment・サモアール

## 関連記事
- 海外でも評価の高い窪田将治監督、出演者から「怖い」と苦情が続出!? - シネマトゥデイ
- 窪田将治監督の新作「太陽からプランチャ」出演の立花あんな「夢を諦めなくてよかった」 - 東スポweb
- 立花あんな 映画『太陽からプランチャ』出演が転機に！「また頑張ろうと思えた」 - 男の情報局
- アリス十番 立花あんな出演映画「太陽からプランチャ」の完成披露試写会で地下アイドル界と女子プロレス界に興味を持っていただけたら - Girls News